# イザベル・パターソン
イザベル・パターソン（英語: Isabel Paterson、1886年1月22日 - 1961年1月10日）は、カナダ系アメリカ人のジャーナリスト、小説家、政治思想家、文芸・文化評論家である。
歴史家のジム・パウエル（Jim Powell）はパターソンをローズ・ワイルダー・レーンおよびアイン・ランドと共にアメリカ合衆国におけるリバタリアニズムを確立した3人の母の1人と呼んでおり、ランドもレーンもパターソンから知的影響を受けたことを認めている。
パターソンの最も有名な著書である『機械の神』（The God of the Machine、1943年）は政治思想、経済、および歴史についての論文である。『機械の神』で提示されている結論と信念を自身の哲学の基礎と認めるリバタリアンは多い。パターソンの伝記を書いたステファン・D．コックスはパターソンを「今日リバタリアニズムとして知られる思想を生み出した最初期の人物」としている:216–8; 241–2。アイン・ランドは1943年の手紙で「『機械の神』は文字通り世界を救う文書です。〔……〕『資本論』が共産主義者たちに行い聖書がキリスト教に行ったことを、『機械の神』は資本主義に行うのです」と書いている。

## 生涯
パターソンはカナダのオンタリオ州マニトゥーリン島でイザベル・メアリー・ボウラー（Isabel Mary Bowler）として生まれ、幼い時に家族と共にカナダ西部に移住し、アルバータ州の牧場で育った。一家は非常に貧しく、兄弟姉妹が8人いた。幼少の頃から大量の本を読み独学した。学校教育を受けたのは11歳から14歳までの約3年だけだった。10代の終わり頃、パターソンは牧場を出てカルガリーの都市部に行き、カナダ太平洋鉄道で事務員の職を得た。パターソンが10代で就いた職にはウェイトレス、速記者、簿記係があり、後にカナダ首相になったリチャード・ベッドフォード・ベネットのアシスタントとして働いたこともあった。
1910年、24歳の時カナダ人のケネス・B．パターソン（Kenneth B. Paterson）と結婚したがこの結婚は幸福なものではなく、1918年に離婚で終わった。この頃パターソンは一時的に国境を超え、アメリカ合衆国ワシントン州スポケーンで新聞「インランド・ヘラルド」の職を得た。最初は同紙の事業部門に勤務したが、後に編集部門に異動した。パターソンのジャーナリストとしてのキャリアはここから始まった。次に彼女はブリティッシュコロンビア州バンクーバーの新聞社で職を得た。彼女はこの新聞社で2年間ドラマ評を書いた。

### 作家・評論家としてのデビュー
1914年、パターソンは彼女の初めての小説である「カササギの巣」（The Magpie's Nest）と「シャドー・ライダーズ」（The Shadow Riders）の2作を出版社に売り込み始めたが、出版を断られ続けた。1916年になってようやく2作目の「シャドー・ライダーズ」がジョン・レーン社（John Lane Company）に採用され出版された。1作目の「カササギの巣」も同社から1917年に出版された:46。
第一次世界大戦後、パターソンはニューヨーク市に移り住み、彫刻家のガットスン・ボーグラムの下で働き始めた。当時ボーグラムはセント・ジョン・ザ・ディヴァイン大聖堂の彫刻を制作しており、後にラシュモア山のアメリカ合衆国大統領彫像を制作した。パターソンはニューヨークの「ワールド」（World）紙および「アメリカン」（American）紙にも記事を書いた。
1921年、パターソンは、「ニューヨーク・トリビューン」（後の「ニューヨーク・ヘラルド・トリビューン」）紙の文芸編集者バートン・ラスコー（Burton Rascoe）のアシスタントになった。1924年から1949年までの25年にわたり、パターソンは「ヘラルド・トリビューン」紙の書評欄に「I.M.P.」の署名でコラムを書き続けた。パターソンは同時代で最も影響のある文芸評論家になった。当時アメリカ合衆国の文芸界は大拡張期を迎えており、アーネスト・ヘミングウェイ、F・スコット・フィッツジェラルドら多数の新世代作家だけでなく、ハーレム・ルネサンスを担ったアフリカ系アメリカ人やヨーロッパから押し寄せた移民の二世が様々な新作を発表していた。この頃のパターソンの友人には、著名なユーモア作家ウィル・カピー（Will Cuppy）もいた:92–5。1928年にはアメリカ合衆国の市民権を取得した（当時42歳）。
コラムでは辛辣なウィットを示し、神格化されていた人物を容赦なく批判することで知られた。また後に『機械の神』に結実する多くの政治的見解を主張した。パターソンが1920年代から1930年代にかけて発表した歴史小説にも、自由貿易に関する見解をはじめとする彼女の政治思想が予兆的に示されている。パターソンは、アメリカ合衆国大統領フランクリン・ルーズベルトが世界恐慌中に実施したニューディール政策のほとんどに反対し、社会問題・経済問題への政府の関与を減らすことを主張した。

### アイン・ランドとの親交
1930年代末までに、パターソンは自分と見解を共有する若いライター（多くは「ヘラルド・トリビューン」の同僚）たちのグループのリーダーになっていた。その中には後に「タイム」誌の記者・編集者になるサム・ウェルズ（Sam Welles）もいた:339–40。
若き日のアイン・ランドもその一人だった。パターソンとランドは多くの議論を重ねた。ランドはアメリカ合衆国の歴史と政体に関する知識の多くをパターソンから学び、パターンは『機械の神』に結実するアイディアをランドから得た。パターソンは、ランドの倫理学の独自性を認め、ランドへの1940年代の手紙で「あなたは自分の考えが新しいことに気づいていないように見えます。あなたの考えはニーチェでもないしマックス・シュティルナーでもない。〔……〕彼らが考える自我はぐるぐる回るだけの言葉で組み立てられていましたが、あなたが考える自我は一つの実体であり、一人の人であり、具体的現実の中で機能する一つの生き物です」と書いた。
パターソンとランドは互いの著書の宣伝に努め、長い手紙を何年にもわたりやり取りした。手紙ではしばしば宗教や哲学にも触れた。無神論者のランドは、理神論者で資本主義を宗教に結びつけようとするパターソンの試みに批判的だった。ランドは資本主義と宗教は両立しないと信じ、パターソンと論争し続けた。1948年、カリフォルニア州のランドの自宅を訪れたパターソンは、作家のモリー・ライスキンド（Morrie Ryskind）に関するコメントや、実業家のウィリアム・C．マレンドア（William C. Mullendore）らランドの客人への無礼な態度でランドの怒りを買い、以後二人の手紙のやり取りは途絶えた。
同様に、パターソンの友人で政治的な同盟者だったローズ・ワイルダー・レーンとも1946年に決裂した:313。
『機械の神』は、アイン・ランドの小説『水源』およびローズ・ワイルダー・レーンの『自由の発見』（The Discovery of Freedom）と同じ年に出版された。作家のアルバート・ジェイ・ノック（Albert Jay Nock）はレーンとパターソンの著書を「今世紀アメリカで個人主義の哲学について書かれた中で唯一知的に理解可能な著作」と書いた。ジャーナリストのジョン・チェンバレン（John Chamberlain）は、社会主義から「より古いアメリカ思想」であるリバタリアニズムおよび保守主義に自分を最終的に「転向」させた思想家としてパターソン、レーン、およびランドの3人を挙げた。ケイトー研究所の上級研究員ジム・パウエル（Jim Powell）はパターソン、レーン、およびランドを現代アメリカリバタリアニズムの中で最も重要な3人の女性と見なしている。

### 後半生
パターソンは1940年代における若き日のラッセル・カークや、1950年代における若き日のウィリアム・F・バックリー・ジュニアとの手紙のやり取りを通じ、第二次世界大戦後のアメリカにおける保守主義の勃興にも影響を与えた。バックリーとカークは「ナショナル・レビュー」誌を創刊し、パターソンもこの雑誌に短期間だが寄稿した。ただしパターソンはランドの『肩をすくめるアトラス』に対する「ナショナル・レビュー」誌の書評に反対の見解を表明するなど、バックリーと見解が対立することもあった:351。
引退にあたりパターソンは社会保障の受給を辞退し、「社会保障詐欺」と書いた封筒に社会保障カードを入れたままにした:325。
パターソンは1961年1月10日に死去し、ニュージャージー州バーリントンの米国聖公会聖メアリー墓地にあるウェルズ（Welles）家の墓に埋葬された:362–363。

## 著作
- 1916年 The Shadow Riders (e-book).
- 1917年 The Magpie's Nest (e-book).
- 1924年 The Singing Season
- 1926年 The Fourth Queen
- 1930年 The Road of the Gods
- 1933年 Never Ask the End (e-book).
- 1934年 The Golden Vanity
- 1940年 If It Prove Fair Weather
- 1943年 The God of the Machine (e-book).
- 未刊 Joyous Gard (1958年脱稿)